# Lobsang Samten (artiest)
Lobsang Samten of Losang Samten (Chung Ribuce (U-Tsang, Tibet), 1959) is een Tibetaans tibetoloog, kunstenaar, acteur en gewezen Tibetaans boeddhistisch monnik.

## Jeugd en studie
Zijn familie vluchtte naar Nepal en later naar Dharamsala in India. Hij studeerde eerst aan het Tibetaans Instituut voor Podiumkunsten. Daarna studeerde hij aan de Indiase vestiging van het klooster Namgyal, waar hij de doctorsgraad geshe behaalde in de boeddhistische filosofie, tantra en soetra.
In 1994 ontving hij het eredoctoraat in Godsdienstwetenschap van het Trinity College in Hartford, CT. Een tweede eredoctoraat in de Kunstwetenschappen ontving hij Maine College of Art in 1995.

## Loopbaan
Hij werd in 1988 door de veertiende dalai lama Tenzin Gyatso gevraagd in de Verenigde Staten te demonstreren hoe Tibetaanse zandmandala's worden gemaakt. Hiermee was hij de eerste die dat in het Westen deed en inspireerde veel andere Tibetaanse ballingen ermee hetzelfde te doen.
Hij onderwees Tibetaans aan de universiteit van Pennsylvania in Philadelphia, PA. Hij ontving de National Heritage Fellowship van de National Endowment for the Arts in 2002. In 2004 werd hij onderscheiden met de Pew Fellowship in the Arts.
Hij speelde de rol van kok in de film Kundun van regisseur Martin Scorsese en was voor dezelfde film religieus technisch regisseur. Daarnaast had hij een rol in de documentaire À la recherche de Kundun die eveneens door Martin Scorsese werd geregisseerd.
Losang Samten is spiritueel directeur van verschillende boeddhistische centra in de VS: het Tibetaans Boeddhistisch Centrum van Philadelphia, het Chenrezig Tibetaans Boeddhistisch Centrum van Middletown, CT en het Chenrezig Himalayaans Cultureel Centrum van El Paso,TX.